# 國際足協女子世界冠軍球會盃
國際足協女子世界冠軍球會盃（英語：FIFA Women's Club World Cup），簡稱女子世俱盃，為國際足球總會研議中的國際女子足球賽事。首屆賽事原預定在2026年舉辦，因國際足協新成立的年度女子俱樂部賽事國際足協女子冠軍盃而延後至2028年舉行。七支參賽球隊包含六大洲俱樂部賽事冠軍（南美女子自由盃、歐洲女子冠軍聯賽、亞足聯女子冠軍聯賽、非洲女子冠軍聯賽、中北美洲及加勒比海女子冠軍盃、大洋洲女子冠軍聯賽）和主辦國國家俱樂部賽事冠軍。

## 歷史
國際女子俱樂部錦標賽（IWCC）為第一屆國際性女子冠軍俱樂部賽事，由日本足球協會和日本職業女子足球聯賽成立與舉辦。首屆賽事於2012年11月在日本舉行，四支隊伍參賽包括：奧林匹克里昂（歐洲）、坎培拉聯（澳洲）、INAC神戶雌獅（日本）和日視美人隊（盃冠軍，日本）。
2012年10月，日本女足聯賽高級主管田口禎則表示，IWCC舉辦3年後，將擴大到包含更多洲際冠軍隊伍。也有人預期，國際足總會將該賽事認可為女性的國際足總俱樂部世界盃。
2013年10月，國際足總執行委員會聽取女足專責小組探討成立官方國際足總女子俱樂部世界盃的建議。一個月後，巴西環球電視網報導，國際足總批准獨立的世界俱樂部錦標賽，類似男子的洲際盃足球賽，於2014年由2013年女子南美解放者盃冠軍聖荷西體育對上2012年至2013年歐洲女子冠軍聯賽冠軍狼堡。然而，賽事從來沒有跨出規劃階段。2015年，國際足總女足專責小組再次提議成立國際足總俱樂部世界盃，首屆賽事預計於2017年登場。
2015年8月，女足專責小組確認國際足總女子俱樂部世界盃是一個正在進行中的工作。